# Anoeconeossa nigripennis
Anoeconeossa nigripennis är en insektsart som först beskrevs av Walter Wilson Froggatt 1903.  Anoeconeossa nigripennis ingår i släktet Anoeconeossa och familjen rundbladloppor. Inga underarter finns listade i Catalogue of Life.